# Stéphane Bahoken
Stéphane Bahoken, född 28 maj 1992, är en fransk-kamerunsk fotbollsspelare som spelar för turkiska Kayserispor.

## Klubbkarriär
I juni 2018 värvades Bahoken av Angers, där han skrev på ett fyraårskontrakt. I juli 2022 värvades Bahoken av turkiska Kasımpaşa, där han skrev på ett tvåårskontrakt. I september 2023 värvades Bahoken av Kayserispor.

## Landslagskarriär
Bahoken debuterade för Kameruns landslag den 25 mars 2018 i en 3–1-vinst över Kuwait, där han blev inbytt i den 58:e minuten mot Christian Bassogog.
I december 2021 blev Bahoken uttagen i Kameruns trupp till Afrikanska mästerskapet 2021.